# Skolmassakern i Emsdetten 2006
Skolmassakern i Emsdetten 2006 (tyska: Amoklauf von Emsdetten) inträffade den 20 november 2006 klockan 09.30 lokal tid, då den 18-årige Bastian Bosse, född 29 april 1988, som tagit examen från skolan 2005, tog sig in på realskolan och avlossade flera skott, samt använde rökgranater. Han sköt vaktmästaren och fyra elever, samt skadade en lärare genom att kasta en rökbomb i hennes ansikte.  Dessutom fick 16 poliser vårdas för andningsproblem på grund av röken och 15 elever chockades. Gärningsmannen tog därefter sitt liv genom att skjuta sig i munnen klockan 10.36. Han hade lämnat ett meddelande på Internet och en video från föräldrarnas vardagsrum strax före attacken. Han meddelade att han avskydde människor och hade lärt sig att bli en "loser" i skolan. Han lämnade också ett självmordsbrev på sin hemsida, som senare har raderats.
Händelsen orsakade förnyade krav på förbud för våldsamma datorspel (av tyska medier och politiker kallade "Killerspiele") i Tyskland eftersom polisen utrönt att Bosse "tillbringat den mesta av sin vakna tid" med att spela  Counter-Strike.

### Fotnoter
1. ↑  Former student dead after storming German school, läst 16 september 2011, CTV.ca.
2. ↑  18-jähriger Amokläufer verteilte Bomben im Schulgebäude ("18-year old madman distributed bombs in school building"), Spiegel Online.
3. ↑  Amoklauf in Schule in Emsdetten ("Madman in School in Emsdetten"), de.indymedia.org.
4. ↑  Eric Bangeman. "EU may regulate development and sale of violent video games." Ars Technica. 15 december 2006. Läst 14 mars 2009 <http://arstechnica.com/gaming/news/2006/12/8433.ars>
5. ↑  Paul Meller, IDG News Service. "Germany seeks common EU rules on violent video games." InfoWorld. 17 januari 2007. Läst 14 mars 2009 <http://www.infoworld.com/article/07/01/17/HNeurulesonvideogames_1.html>
6. ↑  Bruce Gain. "German Past Haunts Gamers' Future." Wired.com. 5 February 2007. Läst 14 mars 2009 <https://archive.is/20130105092346/www.wired.com/culture/lifestyle/news/2007/02/72619>